# Paral·lel 18° sud
El paral·lel 18° sud és una línia de latitud que es troba a 18 graus sud de la línia equatorial terrestre. Travessa l'oceà Atlàntic, l'Àfrica, l'Oceà Índic, el Sud-est Asiàtic, l'Australàsia, l'Oceà Pacífic i Amèrica del Sud.

## Geografia
En el sistema geodèsic WGS84, al nivell de 18° de latitud sud, un grau de longitud equival a 105,905 km; la longitud total del paral·lel és de 38.126 km, que és aproximadament 95,0% de la de l'equador, del que es troba a 1.991 km i a 8.011 km del pol Sud

## Arreu del món
A partir del Meridià de Greenwich i cap a l'est, el paral·lel 18° sud passa per: 
| Coordenades                               | País. Territori o mar | Notes |
| ----------------------------------------- | --------------------- | --- |
| 18° 0′ S, 0° 0′ E / 18.000°S,0.000°E      | Oceà Atlàntic         | |
| 18° 0′ S, 11° 49′ E / 18.000°S,11.817°E   | Namíbia               | |
| 18° 0′ S, 20° 41′ E / 18.000°S,20.683°E   | Angola                | |
| 18° 0′ S, 20° 53′ E / 18.000°S,20.883°E   | Namíbia               | Caprivi Oriental |
| 18° 0′ S, 21° 22′ E / 18.000°S,21.367°E   | Angola                | |
| 18° 0′ S, 21° 34′ E / 18.000°S,21.567°E   | Namíbia               | Caprivi Oriental |
| 18° 0′ S, 24° 18′ E / 18.000°S,24.300°E   | Botswana              | |
| 18° 0′ S, 24° 28′ E / 18.000°S,24.467°E   | Namíbia               | Caprivi Oriental |
| 18° 0′ S, 24° 37′ E / 18.000°S,24.617°E   | Botswana              | |
| 18° 0′ S, 25° 16′ E / 18.000°S,25.267°E   | Zimbàbue              | |
| 18° 0′ S, 25° 57′ E / 18.000°S,25.950°E   | Zàmbia                | Per uns 3 km |
| 18° 0′ S, 25° 59′ E / 18.000°S,25.983°E   | Zimbàbue              | |
| 18° 0′ S, 26° 34′ E / 18.000°S,26.567°E   | Zàmbia                | |
| 18° 0′ S, 26° 49′ E / 18.000°S,26.817°E   | Zimbàbue              | Passa al sud de Harare |
| 18° 0′ S, 32° 57′ E / 18.000°S,32.950°E   | Moçambic              | |
| 18° 0′ S, 37° 0′ E / 18.000°S,37.000°E    | Oceà Índic            | Canal de Moçambic |
| 18° 0′ S, 44° 1′ E / 18.000°S,44.017°E    | Madagascar            | |
| 18° 0′ S, 49° 25′ E / 18.000°S,49.417°E   | Oceà Índic            | |
| 18° 0′ S, 122° 11′ E / 18.000°S,122.183°E | Austràlia             | Austràlia Occidental |
| 18° 0′ S, 122° 12′ E / 18.000°S,122.200°E | Oceà Índic            | Badia de Roebuck - Passa al sud de Broome (Austràlia Occidental) |
| 18° 0′ S, 122° 22′ E / 18.000°S,122.367°E | Austràlia             | Austràlia Occidental Territori del Nord Queensland |
| 18° 0′ S, 146° 4′ E / 18.000°S,146.067°E  | Mar del Corall        | Passa a través de les illes del Mar del Corall Austràlia · Passa al sud de l'illa d'Efate, Vanuatu |
| 18° 0′ S, 168° 42′ E / 18.000°S,168.700°E | Oceà Pacífic          | |
| 18° 0′ S, 177° 16′ E / 18.000°S,177.267°E | Fiji                  | Illa de Viti Levu |
| 18° 0′ S, 178° 38′ E / 18.000°S,178.633°E | Oceà Pacífic          | Mar de Koro |
| 18° 0′ S, 179° 14′ E / 18.000°S,179.233°E | Fiji                  | Illa de Gau |
| 18° 0′ S, 179° 21′ E / 18.000°S,179.350°E | Oceà Pacífic          | Mar de Koro |
| 18° 0′ S, 179° 3′ O / 18.000°S,179.050°O  | Fiji                  | Illa de Nayau |
| 18° 0′ S, 179° 2′ O / 18.000°S,179.033°O  | Oceà Pacífic          | Passa al nord de Fonualei, Tonga · Passa al nord de l'illa Palmerston, Illes Cook · Passa al sud de les illes de Tahiti, Mehetia i Reitoru, Polinèsia Francesa                                                                        |
| 18° 0′ S, 142° 18′ O / 18.000°S,142.300°O | Polinèsia Francesa    | Atol de Marokau |
| 18° 0′ S, 142° 11′ O / 18.000°S,142.183°O | Oceà Pacífic          | Passa entre els atols de Hao i Amanu, Polinèsia Francesa |
| 18° 0′ S, 70° 53′ O / 18.000°S,70.883°O   | Perú                  | |
| 18° 0′ S, 69° 45′ O / 18.000°S,69.750°O   | Xile                  | |
| 18° 0′ S, 69° 9′ O / 18.000°S,69.150°O    | Bolívia               | |
| 18° 0′ S, 57° 38′ O / 18.000°S,57.633°O   | Brasil                | Mato Grosso do Sul Mato Grosso - Per uns 11 km Mato Grosso do Sul - Per uns 9 km Mato Grosso - Per uns 16 km Mato Grosso do Sul - Per uns 22 km Mato Grosso - Per uns 18 km estat de Goiás Minas Gerais Espírito Santo estat de Bahia |
| 18° 0′ S, 39° 29′ O / 18.000°S,39.483°O   | Oceà Atlàntic         | |